# Gonioscelis kedros
Gonioscelis kedros är en tvåvingeart som beskrevs av Jason Gilbert Hayden Londt 2004. Gonioscelis kedros ingår i släktet Gonioscelis och familjen rovflugor. Inga underarter finns listade i Catalogue of Life.